# Châteauvieux (Var)
Châteauvieux – miejscowość i gmina we Francji, w regionie Prowansja-Alpy-Lazurowe Wybrzeże, w departamencie Var.
Według danych na rok 1990 gminę zamieszkiwało 46 osób, a gęstość zaludnienia wynosiła 3 osoby/km² (wśród 963 gmin regionu Prowansja-Alpy-W. Lazurowe Châteauvieux plasuje się na 742. miejscu pod względem liczby ludności, natomiast pod względem powierzchni na miejscu 586.).